# عصفور الملك المقصي الذيل
عصفور الملك المقصي الذيل (الاسم العلمي: Tyrannus forficatus) (بالإنجليزية: Scissor-tailed Flycatcher)‏ هو نوع من الطيور يتبع جنس عصفور الملك من فصيلة عصافير الملك.